# 湧玉池
湧玉池（わくたまいけ）は静岡県富士宮市にある湧泉である。富士山本宮浅間大社の境内に位置し、国の特別天然記念物に指定されている。平成の名水百選の1つでもある。

## 概要

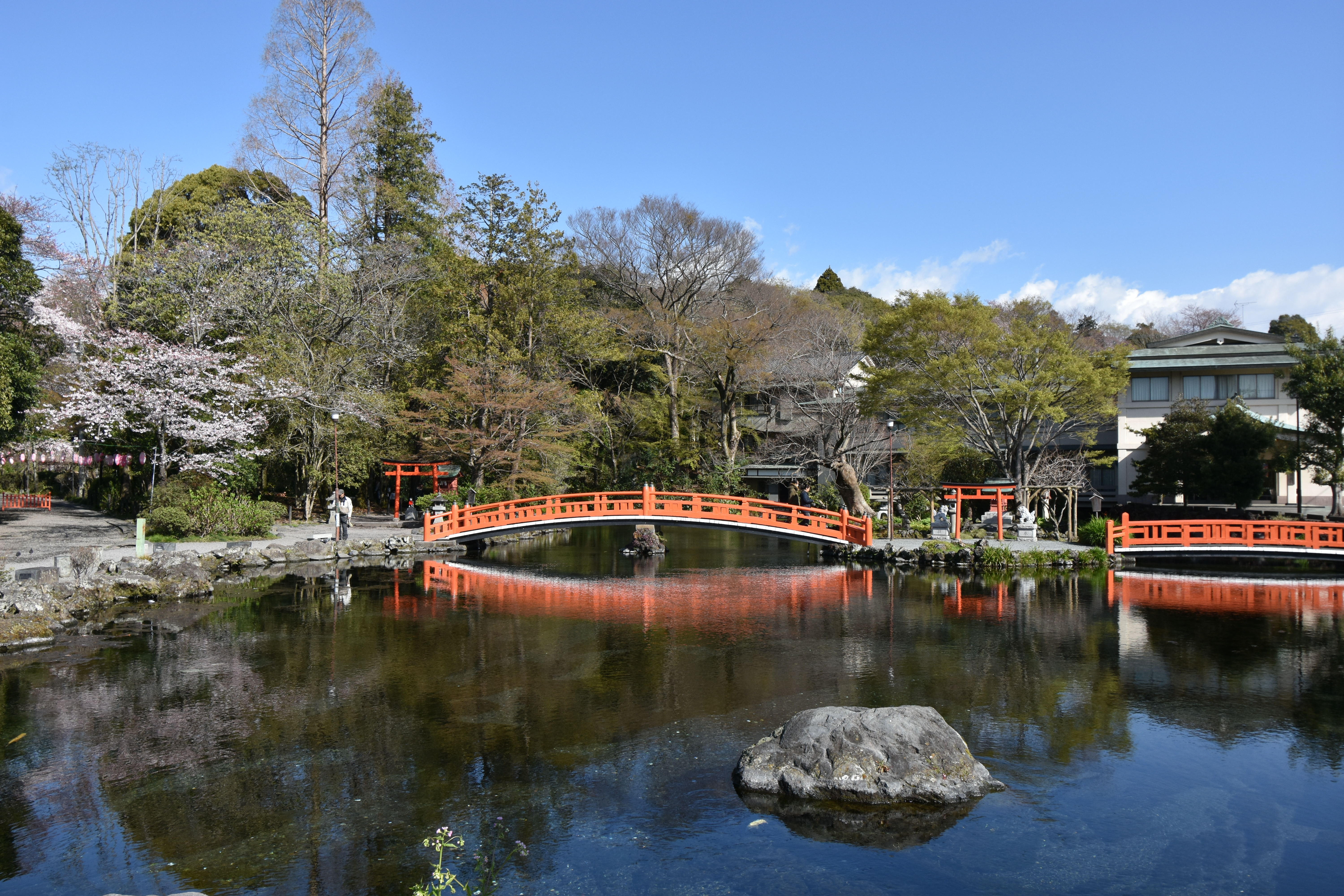
湧玉池

昭和19年（1944年）11月に国の天然記念物に指定され、昭和27年（1952年）には特別天然記念物に指定された。湧玉池の水源は富士山の伏流水であり、年間を通してほとんど増減なく毎日約30万t湧き出ており、水温は1年を通して13℃前後で安定している。一級河川神田川は、湧玉池を水源としている。
池の水源がある境内北の丘陵地に末社である水屋神社が位置し、近辺には水汲み場が存在している。また池周辺には他に末社として厳島神社や稲荷神社が位置する。

## 歴史
湧玉池は古くは上池と下池に分けて呼称されており、以前は上池のみを湧玉池と言い、下池から下流は「御手洗川」と呼んでいた。湧玉池は多くの歌人に歌われており、和歌には「御手洗川」と歌うものも多い。
また飛鳥井雅有『春の深山路』の弘安3年（1280年）11月24日条に「潤川、これは浅間大明神宝殿の下より出でたる御手洗の末とかや」とあり、実際に湧玉池の水は潤井川へ合流している。
湧玉池は古来より富士登拝の道者による禊の場とされ、富士参詣曼荼羅図にも湧玉池にて道者が禊をする様子が図示されている。絹本著色富士曼荼羅図（国の重要文化財）をはじめとして、現存する表口を描いた富士参詣曼荼羅図にそれぞれ確認されている。
また慶長13年（1608年）の『寺辺明鏡集』という史料に「大宮ト言処ニトマルナリ 先ソコニテコリヲトル コリノ代六文出シテ大宮殿ヘ参也」とあり、当時登拝の際に湧玉池にて垢離をとっていた風習が史料にて示されている。

## 環境保全
湧玉池は外来の藻が大量発生する等により土着のバイカモ等の生長が危機的状況にあるとされ、定期的な外来種の除去や清掃等が必要とされており、平成20年には、それらの作業を長年行ってきたとされる浅間大社青年会が環境省から「水・土壌環境保全功労者表彰」を受けた。
また、同年に湧玉池と神田川が環境省により「平成の名水百選」に認定されたことから、富士宮市では、毎年1回6月上旬に環境美化や自然保護を目的とし外来種の除去等も行う「湧玉池・神田川一斉清掃」を実施するようになり、上記の浅間大社青年会等が参加している。

## 所在地・アクセス
- 富士山本宮浅間大社境内
- 東海旅客鉄道（JR東海）富士宮駅から徒歩10分
- 東名高速道路富士IC→西富士道路→県道76号経由